# 和歌山県道38号すさみ古座線
和歌山県道38号すさみ古座線（わかやまけんどう38ごう すさみこざせん）は、和歌山県西牟婁郡すさみ町から東牟婁郡串本町に至る主要地方道（和歌山県道）である。
別名「古座街道」「周参見街道」とも呼ばれる。

## 概要
和歌山県西牟婁郡すさみ町周参見（国道42号交点）から、東牟婁郡串本町西向（国道42号交点）に至る。
周参見川沿い区間（本家平・小河内（おかうち）交差点間、約5km）は、見通しが悪く急坂・急カーブが続く狭隘な1車線区間である。
山間部に入り込むにつれて道が狭くなるが、未開通区間のある和歌山県道228号高瀬古座停車場線の迂回路としての役割もある。

### 路線データ
- 実延長：37.571km
- 起点：和歌山県西牟婁郡すさみ町周参見（平松交差点＝国道42号）
- 終点：和歌山県東牟婁郡串本町西向（西向交差点＝国道42号）

## 歴史
- 1954年（昭和29年）
  - 1月20日 - 建設省（現・国土交通省）が主要地方道周参見七川古座線を指定。
  - 4月6日 - 和歌山県が主要県道14号周参見七川古座線を認定。
- 1993年（平成5年）5月11日 - 建設省から、主要県道周参見七川古座線がすさみ古座線として主要地方道に再指定される[1]。
- 1994年（平成6年）4月1日 - 和歌山県が県道番号を「14」から「38」へ変更。
- 2010年（平成22年）10月5日 - 王子橋（JR紀勢線をオーバーパス）を含む平松バイパスが開通。[2]
- 2015年（平成27年）8月30日 - 紀勢自動車道 南紀白浜IC～すさみ南IC開通に伴い、すさみICへのアクセス道路が開通。[3]
- 2024年（令和6年）2月2日 - すさみ町周参見～小河内地内の約950mが供用。[4]

## 路線状況

### 重複区間
- 和歌山県道225号大附見老津停車場線（西牟婁郡すさみ町小河内）
- 和歌山県道36号上富田すさみ線（西牟婁郡すさみ町中防己 - 西牟婁郡すさみ町佐本追川）
- 国道371号（東牟婁郡古座川町添野川 - 東牟婁郡古座川町鶴川）
- 和歌山県道228号高瀬古座停車場線（東牟婁郡古座川町宇津木 - 東牟婁郡串本町古田）

### 道の駅
- 道の駅一枚岩（国道371号 重複区間）

### トンネル
- 曲利トンネル（すさみ町）786ｍ
- 上戸川第一トンネル（すさみ町）692m
- 獅子目トンネル（すさみ町）605ｍ
- 深谷トンネル（すさみ町）183ｍ
- 洞谷トンネル（すさみ町・古座川町）309ｍ
- 高瀬トンネル（古座川町）26ｍ
- 宇津木トンネル（古座川町）96ｍ

## 地理

### 通過する自治体
- 西牟婁郡
  - すさみ町
- 東牟婁郡
  - 古座川町
  - 串本町

### 交差する道路
すさみ町
- 国道42号（起点）
- 紀勢自動車道 すさみインターチェンジ（西牟婁郡すさみ町周参見）
- 和歌山県道225号大附見老津停車場線（西牟婁郡すさみ町小河内）
- 和歌山県道225号大附見老津停車場線（西牟婁郡すさみ町小河内）
- 和歌山県道36号上富田すさみ線（西牟婁郡すさみ町中防己）
- 和歌山県道36号上富田すさみ線（西牟婁郡すさみ町佐本追川）
- 和歌山県道224号佐本深谷三尾川線（西牟婁郡すさみ町佐本深谷）

古座川町
- 国道371号（東牟婁郡古座川町添野川）
- 和歌山県道229号古座川熊野川線（東牟婁郡古座川町佐田）
- 和歌山県道39号串本古座川線（東牟婁郡古座川町大川）
- 国道371号（東牟婁郡古座川町鶴川）
- 和歌山県道43号那智勝浦古座川線（東牟婁郡古座川町川口）
- 和歌山県道228号高瀬古座停車場線（東牟婁郡古座川町川口）
- 和歌山県道228号高瀬古座停車場線（東牟婁郡古座川町宇津木）

串本町
- 和歌山県道228号高瀬古座停車場線（東牟婁郡串本町古田）
- 和歌山県道228号高瀬古座停車場線（東牟婁郡串本町西向）
- 国道42号（終点）

すさみ町内の旧道
- 和歌山県道38号すさみ古座線 現道（西牟婁郡すさみ町周参見）
- 和歌山県道222号城すさみ線（西牟婁郡すさみ町周参見）
- 和歌山県道222号城すさみ線（西牟婁郡すさみ町周参見）
- 和歌山県道38号すさみ古座線 現道（西牟婁郡すさみ町周参見）